# George Nichols Jr.
Pour les articles homonymes, voir George Nichols et Nichols.
George Nichols Jr., (1897 - 1939) parfois crédité George Nicholls Jr., est un monteur et réalisateur américain.

## Filmographie partielle
Réalisateur

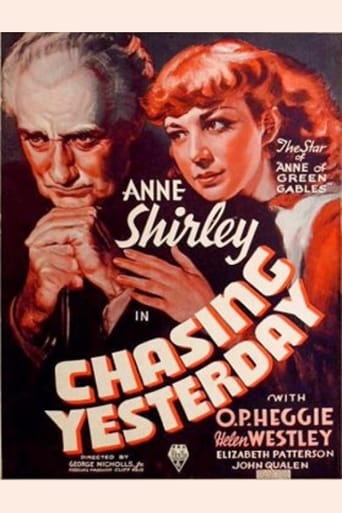
Affiche de Chasing Yesterday (1935).

- 1934 : Filles d'Amérique (Finishing School)
- 1934 : Miss Carrott (Anne of Green Gables)
- 1935 : Chasing Yesterday
- 1935 : Le Retour de Peter Grimm (The Return of Peter Grimm)
- 1936 : Chatterbox
- 1936 : The Witness Chair (en)
- 1936 : M'Liss
- 1936 : The Big Game
- 1937 : Michel Strogoff (The Soldier and the Lady)
- 1937 : Portia on Trial
- 1938 : Army Girl
- 1939 : Man of Conquest
- 1940 : High School
- 1940 : The Marines Fly High (en)  (inachevé, terminé par Benjamin Stoloff)

Monteur
- 1928 : Ce bon monsieur Hunter (Fools for Luck) de Charles Reisner
- 1928 : Wife Savers de Ralph Ceder
- 1928 : La Rue des péchés (Street of Sin) de Mauritz Stiller
- 1928 : Interférences (Interference), de Lothar Mendes et Roy Pomeroy
- 1929 : Force (The Mighty) de John Cromwell
- 1929 : La Danse de la vie (The Dance of life)
- 1929 : L'Aspirant détective (The Dummy) de Robert Milton
- 1930 : The Devil's Holiday d'Edmund Goulding
- 1930 : Désemparé (Derelict) de Rowland V. Lee
- 1931 : La Folie des hommes de John Cromwell
- 1933 : La Chaîne d'argent (The Silver Cord) de John Cromwell
- 1933 : Ann Vickers de John Cromwell
- 1933 : La Femme aux gardénias (Double Harness) de John Cromwell